# Hémochromatose par mutation TFR2
 Mise en garde médicale
L' hémochromatose par mutation TFR2 comme l'hémochromatose par mutation HFE est un trouble de l'absorption du fer avec accumulation de ce métal dans le foie, le cœur et les glandes endocrines.
Les signes de la maladie sont des douleurs, une asthénie, des arthralgies ou une diminution de la libido, mais le plus souvent il existe seulement des signes biologiques.
L'âge de début est souvent plus tôt que l'hémochromatose par mutation HFE. L'évolution est beaucoup plus lente et parfois aucune complication n'apparaît même en l'absence de traitement. Les complications sont la cirrhose, des manifestations articulaires et l'hypogonadisme hypogonadotrope.

## Autres noms
- Hémochromatose type 3

## Étiologie
- Mutation du gène TFR2 (en) situé sur le chromosome 7 codant la transferrin receptor protein 2.

## Incidence etprévalence
Beaucoup plus rare que l'hémochromatose par mutation HFE.

## Description
La protéine TFR2 normale est chargée de fixer la transferrine, qui permet le transport du fer libéré dans le sang par les entérocytes. La TFR2 est régulée par le taux de fer intracellulaire et par la protéine HFE. Or ce gène n'est pas fonctionnel lorsqu'il est muté et les régulations du taux intracellulaire et de HFE n'ont plus d'effet, ce qui entraîne la surcharge en fer par l'absence de possibilité de stockage par le foie et la saturation des transferrines.

## Diagnostic
Les signes cliniques sont proches de celles de l'Hémochromatose de type 1.
Elle est détectable par un taux de fer sérique augmenté, une saturation de la transferrine et une ferritinémie élevée.

## Conseil génétique

### Mode de transmission
Transmission autosomique récessive